# Eumerus mixtus
Eumerus mixtus är en tvåvingeart som först beskrevs av Georg Wolfgang Franz Panzer 1798.  Eumerus mixtus ingår i släktet månblomflugor, och familjen blomflugor.
Artens utbredningsområde är Österrike. Inga underarter finns listade i Catalogue of Life.